# Christoph Ulrich
Pas d'image ? Cliquez ici
Christoph Ulrich, né le 26 mars 1972 à Muotathal en Suisse, est un pilote automobile suisse. Il participe à des épreuves d'endurance aux mains de voitures de Grand tourisme dans des championnats tels que le Championnat du monde d'endurance, l'European Le Mans Series et la Michelin Le Mans Cup.

## Palmarès

### Résultats enChampionnat du monde d'endurance
| Année     | Écurie   | Châssis             | Moteur                        | Classe   | 1     | 2   | 3     | 4   | 5   | 6   | 7        | 8   | Position | Points |
| --------- | -------- | ------------------- | ----------------------------- | -------- | ----- | --- | ----- | --- | --- | --- | -------- | --- | -------- | ------ |
| 2019-2020 | AF Corse | Ferrari 488 GTE Evo | Ferrari F154CB 3,9 l V8 Turbo | LMGTE Am | SIL   | FUJ | SHA   | BHR | CAM | SPA | LMS Abd. | BHR | 0        |        |
| 2021      | AF Corse | Ferrari 488 GTE Evo | Ferrari F154CB 3,9 l V8 Turbo | LMGTE Am | SPA   | POR | MNZ 9 | LMS | BHR | BHR |          |     | 0        |        |
| 2022      | AF Corse | Ferrari 488 GTE Evo | Ferrari F154CB 3,9 l V8 Turbo | LMGTE Am | SEB 7 | SPA | LMS   | MNZ | FUJ | BHR |          |     | *        | *      |

* Saison en cours.

### Résultats enEuropean Le Mans Series
| Année | Écurie   | Voiture             | Moteur                        | Classe | 1     | 2     | 3     | 4   | 5        | Total | Pos. |
| ----- | -------- | ------------------- | ----------------------------- | ------ | ----- | ----- | ----- | --- | -------- | ----- | ---- |
| 2020  | AF Corse | Ferrari 488 GTE Evo | Ferrari F154CB 3,9 l V8 Turbo | LMGTE  | LEC 5 | SPA 7 | LEC 6 | MON | POR Abd. | 28    | 9e   |

### Résultats enMichelin Le Mans Cup
| Année | Écurie         | Châssis                | Moteur                        | Classe | 1     | 2     | 3      | 4     | 5     | 6     | 7     | Total | Pos. |
| ----- | -------------- | ---------------------- | ----------------------------- | ------ | ----- | ----- | ------ | ----- | ----- | ----- | ----- | ----- | ---- |
| 2017  | Spirit of Race | Ferrari 458 Italia GT3 | Ferrari F136 4,5 l V8 Atmo    | GT3    | MON   | LMS 2 | LMS 13 | RBR 2 | LEC   | SPA   | POR   | 27.5  | 8e   |
| 2018  | Spirit of Race | Ferrari 488 GT3        | Ferrari F154CB 3,9 l V8 Turbo | GT3    | LEC 2 | MON 4 | LMS 5  | LMS 1 | RBR 3 | SPA 4 | POR 7 | 83    | 2e   |
| 2019  | Spirit of Race | Ferrari 488 GT3        | Ferrari F154CB 3,9 l V8 Turbo | GT3    | LEC 7 | MON 3 | LMS 3  | LMS 5 | BAR 6 | SPA 3 | POR 5 | 69    | 4e   |